# わらしべ (漫画家)
わらしべは、日本の漫画家。男性。主に成人向け漫画雑誌で活動している。

## 来歴
2007年、『コミック桃姫』（富士美出版）10月号掲載の「着たまま」で商業誌デビュー。
2011年現在、主に『COMIC真激』（クロエ出版）にて作品を発表中。
主催する同人サークルは「抹茶処」。

## 作品リスト

### 単行本
成人向け作品
1. 『粘膜接触空間』 2008年11月発売、富士美出版〈富士美コミックス〉、ISBN 978-4-8942-1846-8
2. 『エロちっくオトメちっく』 2009年10月発売、富士美出版〈富士美コミックス〉、ISBN 978-4-8942-1910-6
3. 『処女（オトメ）ゴコロ』 2010年8月発売、富士美出版〈富士美コミックス〉、ISBN 978-4-8942-1968-7
4. 『肉欲穴ライズ』 2011年3月4日発売[2]、クロエ出版〈真激COMICS〉、ISBN 978-4-9037-1451-6
5. 『にくまん娘』 2012年8月10日発売[3]、茜新社〈TENMA COMICS〉、ISBN 978-4-86349-308-7
6. 『クラス嫁イド』 2012年10月発売、富士美出版〈富士美コミックス〉、ISBN 978-4-79950-158-0
7. 『にゅぷ妻!! ～牝穴開発倶楽部～』 2013年5月1日発売[4]、クロエ出版〈真激COMICS〉、ISBN 978-4-90371-478-3
8. 『牝穴ほじり援助交尾』 2020年8月7日発売[5]、クロエ出版〈真激COMICS〉、ISBN 978-4-90809-993-9